# Communauté de communes de Lou Païs d'Estello et Dou Merlançoun
La Communauté de communes de Lou Païs d'Estello et Dou Merlançoun (en Français, "Le Pays de l'Etoile et du Merlançon) est un ancien établissement public de coopération intercommunale (EPCI) situé dans le département des Bouches-du-Rhône, France.
Créée le 27 décembre 1993, du fait des complexités administratives auxquelles elle n'etait pas préparée, elle fut dissoute au 1er janvier 2007 et intégrée à une nouvelle entité administrative : la nouvelle communauté d'agglomération du Pays D'aubagne et de l'Etoile.

## Composition
La communauté de communes "Lou Païs de l'Estello es dou Merlancoun" était composée des sept communes suivantes :
| Nom             | Code Insee | Gentilé             | Superficie (km2) | Population (dernière pop. légale) | Densité (hab./km2) |
| --------------- | ---------- | ------------------- | ---------------- | --------------------------------- | ------------------ |
| Peypin          | 13073      | Peypinois           | 13,35            | 5 465 (2014)                      | 409                |
| La Bouilladisse | 13016      | Bouilladissiens     | 12,61            | 6 056 (2014)                      | 480                |
| Gréasque        | 13046      | Gréasquens          | 6,15             | 4 033 (2014)                      | 656                |
| Saint-Savournin | 13101      | Saint-Savournicains | 5,89             | 3 266 (2014)                      | 554                |
| La Destrousse   | 13031      | Destroussiens       | 2,93             | 3 320 (2014)                      | 1 133              |
| Cadolive        | 13020      | Cadolivains         | 4,18             | 2 135 (2014)                      | 511                |
| Belcodène       | 13013      | Belcodénois         | 12,97            | 1 909 (2014)                      | 147                |

## Historique
À la suite de l'adhésion de cinq de ses communes (Peypin, La Bouilladisse, Saint-Savournin, La Destrousse et Belcodène) à la Communauté d'agglomération Pays d'Aubagne et de l'Étoile, cette communauté de communes a été dissoute au 1er janvier 2007.

## Sources
- le splaf
- la base aspic